# Noul Amsterdam

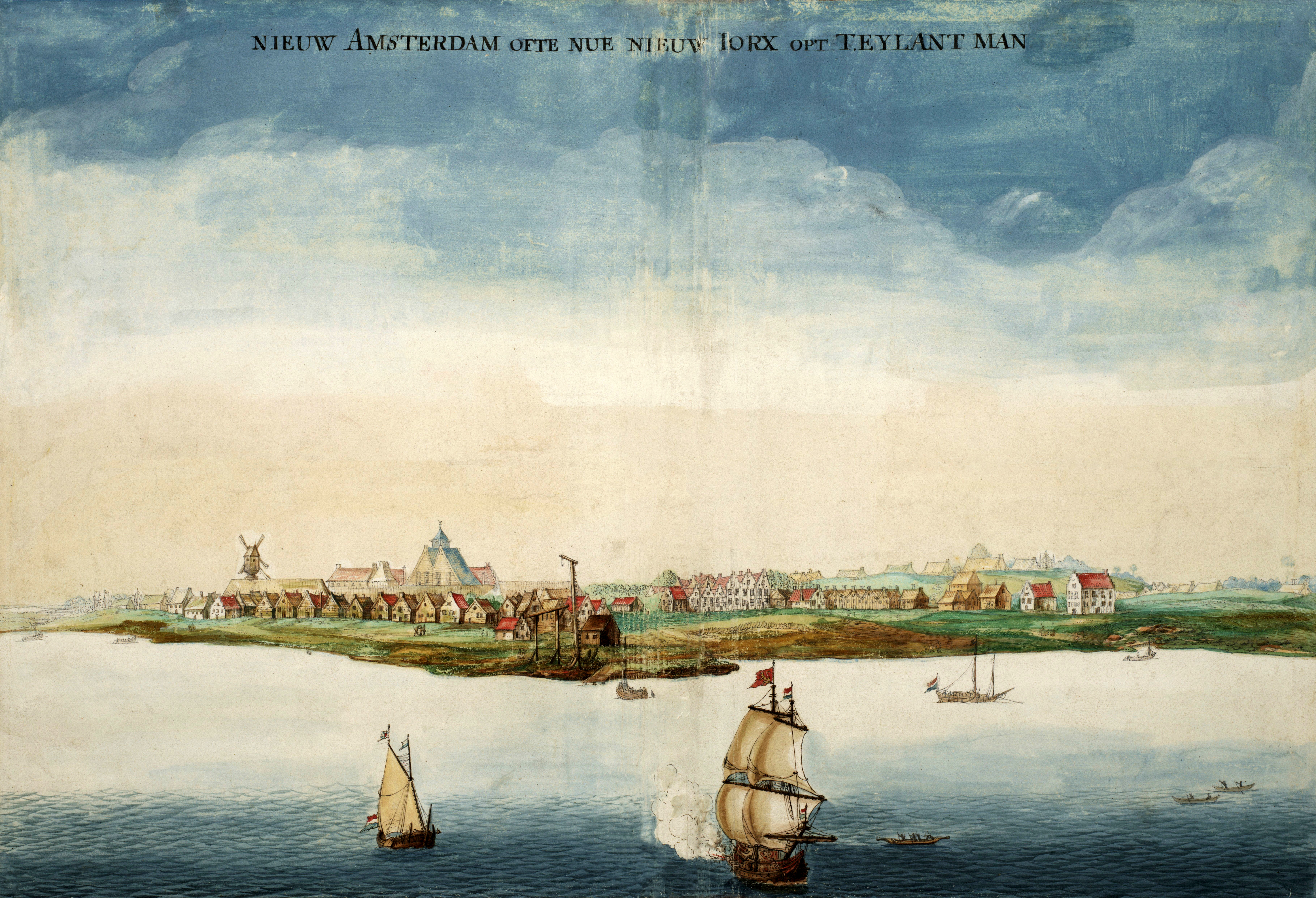
Noul Amsterdam (1650)

Noul Amsterdam (în neerlandeză Nieuw Amsterdam) a fost o așezare colonială olandeză din secolul al XVII-lea, care a servit drept capitală a Noii Olande (1614-1667).

## Apariție

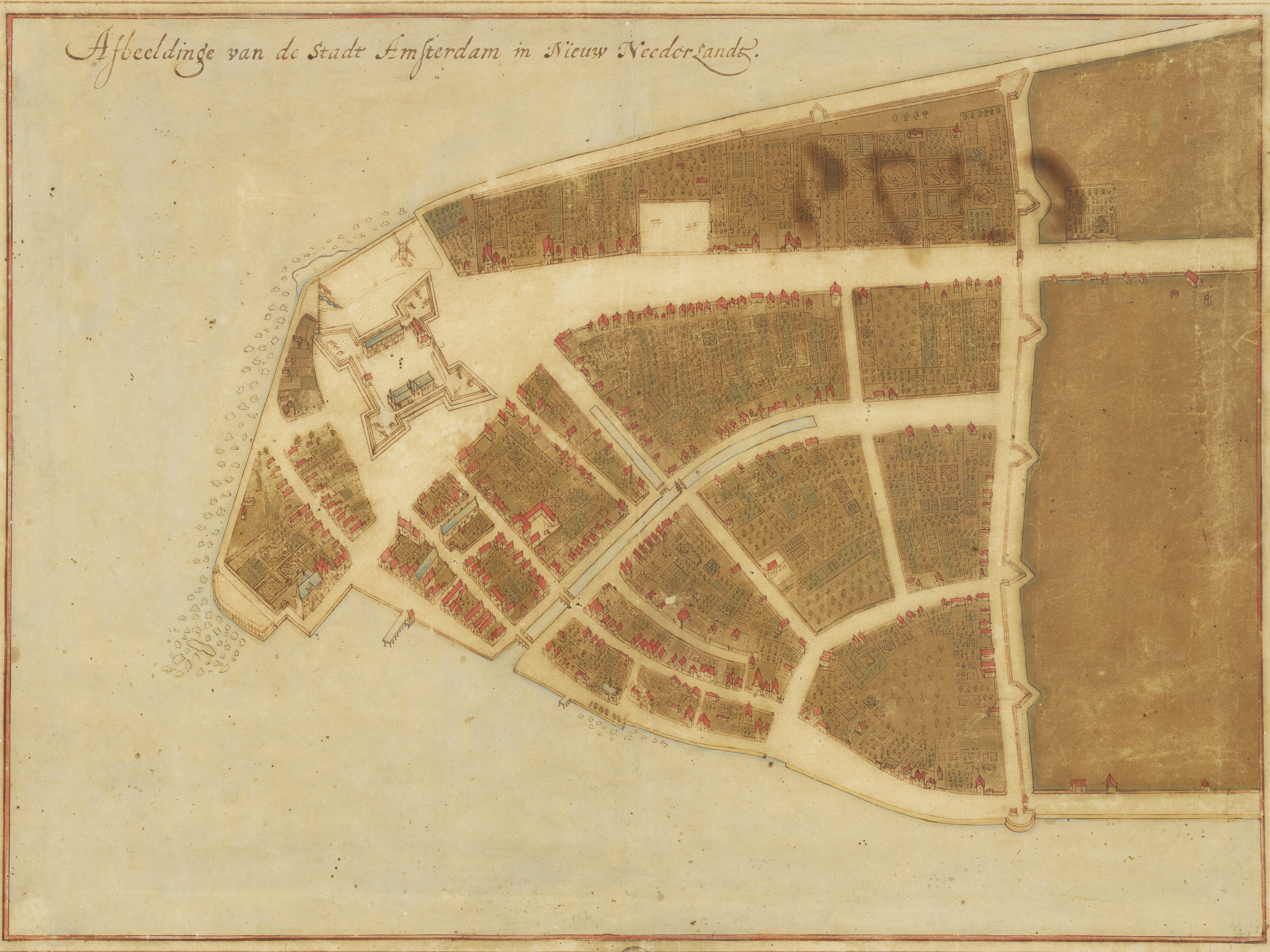
Hartǎ a oraşului din 1660, cu fortul în partea sudicǎ

În 1602, Provinciile Unite fondezǎ Compania Olandeză a Indiilor de Vest introducând ca sarcinǎ, de a găsi o cale nord-vesticǎ spre Asia, și de a atașa teritoriul recent descoperit Țărilor de Jos.
În anul 1609 misiunea companiei, sub comanda navigatorului englez Henry Hudson, a deschis, a examinat și a cartografiat golful și delta rîului (mai târziu numit râul Hudson), pe locul viitorului oraș. Așezarea a apărut pentru prima dată pe Insula Governors, în vecinǎtatea cu Manhattan, în 1624, de unde a și fost construit Fortul Amsterdam în 1625.

## Dezvoltare
Așezarea obține drept de oraș în 1653. Fondatorul orașului se crede a fi al doilea director al companiei Indiilor de Vest, Willem Verhulst care, împreună cu asistenții lui în 1625 a ales insula Manhattan fiind cel mai bun loc pentru o așezare permanentǎ. În același an, inginerul militar Cryn Fredericksz Van Lobbrecht construiește cetatea Fort Amsterdam în partea sa centrală, pentru a proteja coloniștii, în conformitate cu legislația olandeză. Guvernatorul Noii Olande, Peter Minuit, în 1626 cumparǎ Insula Manhattan de la tribul indian Manahatta cu o sumǎ evaluatǎ la 60 de gulden (24 dolari la acel moment), o sumă echivalentă cu 500 de dolari astăzi.